# Krimissæren
Krimissæren var en tv-serie som i USA blev vist på ABC fra 1991 til 1995, det australske Nine Network har også vist den og senest har TvDanmark vist serien op til flere gange.
I serien spillede Michael Chiklis politikommissæren Tony Scali, som så vidt muligt prøver at løse problemer med humor og kreativitet frem for vold og magt i en lille by i Upstate New York. Theresa Saldana spillede Rachel Scali, Tonys kone, og Kaj-Erik Eriksen spillede hans teenagesøn David. Serien fokuserede nogenlunde ligevægtigt mellem familiesituationer og politidrama.
Hver episode varede 60 minutter og serien varede fire år. Michael Chiklis var så god til at portrættere en godhjertet familiemand, at mange seere ikke mente at hans senere rolle i The Shield var hans "type".
Interessant nok var Chiklis' figur Tony Scali mindst ti år ældre end Chiklis selv var på det tidspunkt. På et tidspunkt blev tv-stationen bange for at Chiklis' vægttab ville have en negativ effekt på seertallet og skulle angiveligt have bedt ham om at udstoppe sit tøj.
Selvom historien foregår i Upstate New York i den fiktive by Eastbridge, blev serien filmet i og omkring Vancouver.